# Дейвид Морел
Дѐйвид Мо̀рел (на английски: David Morrell) е канадски писател.
Автор е на книгата „Рамбо: Първа кръв“ (1972), в която за пръв път се появява измисленият герой Джон Рамбо.

## Биография
Роден е в Кичинър, провинция Онтарио, Канада на 24 април 1943 г. Завършва Националното открито училище за ръководни кадри в Лендър в щата Уайоминг.
Той е доктор по американска литература в Държавния университет в Пенсилвания и по-късно професор във Факултета по английски език в Университета на Айова.